# Trovo
Trovo é uma comuna italiana da região da Lombardia, província de Pavia, com cerca de 647 habitantes. Estende-se por uma área de 7 km², tendo uma densidade populacional de 92 hab/km². Faz fronteira com Battuda, Bereguardo, Casorate Primo, Motta Visconti (MI), Rognano, Trivolzio, Vernate (MI).

## Demografia
| Variação demográfica do município entre 1861 e 2011                               |
|                                                                                   |
| Fonte: Istituto Nazionale di Statistica (ISTAT) - Elaboração gráfica da Wikipedia |